# NGC 7168
NGC 7168 (również PGC 67882) – galaktyka eliptyczna (E3), znajdująca się w gwiazdozbiorze Indianina. Odkrył ją John Herschel 8 lipca 1834 roku.